# Aeródromo Los Pelambres
El Aeródromo Los Pelambres (OACI: SCNK) es un terminal aéreo junto a la localidad de Cuncumén, Provincia de Choapa, Región de Coquimbo, Chile. Es de propiedad privada.
Este aeródromo fue considerado en el año 2011 como uno de los aeródromos más difíciles para aterrizar en Chile